# Serrat del Calvari (Santa Maria de Merlès)
El Serrat del Calvari és una serra situada al municipi de Santa Maria de Merlès a la comarca del Berguedà, amb una elevació màxima de 456 metres.
|localitzacio = Santa Maria de Merlès (Berguedà)